# Scarlett (singel)
Scarlett – utwór polskiego zespołu Closterkeller z jego czwartego studyjnego albumu, Scarlet. Został wydany jako pierwszy singel zapowiadający album w listopadzie 1994 roku. Singel, a właściwie tzw. sampler wydany z okazji świąt, poza utworem „Scarlett” zawiera także kilka innych utworów wykonawców związanych wówczas z firmą PolyGram Polska.

## Lista utworów
Opracowano na podstawie materiału źródłowego.
1. „Życzenia świąteczne” (Closterkeller)
2. „Scarlett” (Closterkeller)
3. „Życzenia świąteczne” (Hey)
4. „Piesenka” (Piotr Banach)
5. „Ave Maria” (Kasia Kowalska)

## Twórcy
- Anja Orthodox – śpiew
- Paweł Pieczyński – gitara
- Krzysztof Najman – gitara basowa
- Piotr Pawłoś Posejdon Pawłowski – perkusja
- Michał Rollinger – instrumenty klawiszowe

## Notowania
Opracowano na podstawie materiału źródłowego.
| Notowanie                          | Pozycja |
| ---------------------------------- | ------- |
| Lista przebojów Programu Trzeciego | 8       |
| 30 ton – lista, lista przebojów    | 9       |
| Szczecińska Lista Przebojów        | 12      |

## Teledysk
Utwór „Scarlett” został zilustrowany teledyskiem, który swą premierę telewizyjną miał w styczniu 1995. Reżyserem teledysku jest Jerzy Grabowski.
Teledysk był emitowany w telewizji, oprócz tego znalazł się na DVD Act III, wydanym w 2003 roku.